# دانيلي كاشيا
دانيلي كاشيا (بالإيطالية: Daniele Cacia)‏ (23 أغسطس 1983 بقطنصار في إيطاليا - ) هو لاعب كرة قدم إيطالي في مركز الهجوم. شارك مع منتخب إيطاليا تحت 17 سنة لكرة القدم ومنتخب إيطاليا تحت 18 سنة لكرة القدم ومنتخب إيطاليا تحت 19 سنة لكرة القدم. أما مع النوادي، فقد لعب مع فيورنتينا ونادي أسكولي ونادي بادوفا ونادي بولونيا ونادي بياتشينزا ونادي بيستويسي ونادي ترنانا ونادي ريجينا ونادي سبال ونادي ليتشي وهيلاس فيرونا.

## روابط خارجية
- دانيلي كاشيا على موقع قاعدة بيانات كرة القدم.إي يو (الإنجليزية)
- دانيلي كاشيا على موقع Soccerway.com (الإنجليزية)
- دانيلي كاشيا على موقع عالم كرة القدم.نت (الإنجليزية)
- دانيلي كاشيا على موقع AS.com (الإسبانية)